# Wandelbarer Täubling
Der Wandelbare Täubling (Russula versatilis) ist ein Pilz aus der Familie der Täublingsverwandten. Es handelt sich um einen seltenen, kleinen und zerbrechlichen Täubling mit anfangs lila, weinrötlich oder rosa gefärbtem Hut und bei Reife ockergelben Lamellen. Der Täubling hat einen deutlichen und angenehmen Geruch nach Geranien oder Apfelmus und schmeckt mild.

## Merkmale

### Makroskopische Merkmale
Der Hut ist 2–4 (–5) cm breit und ziemlich dünn und zerbrechlich. Anfangs ist er flach konvex, dann ausgebreitet und bisweilen niedergedrückt. Der Rand ist stumpf und nur leicht gerieft. Die Hutfarbe ist mehr oder weniger blass lila, bräunlich-weinrot oder rosa gefärbt. Der Hut neigt aber dazu, stark zu entfärben und ist dann oft olivbräunlich oder gräulich gefärbt, entweder mehr zum Rand oder zur Mitte hin. Oft entfärbt sich das Zentrum aber rosa-cremefarben, mitunter auch fast kupferfarben oder strohgelblich. Die Huthaut ist schmierig glänzend und mehr oder weniger fein runzelig.
Die Lamellen stehen ziemlich dicht bis entfernt. Sie sind bauchig, dünn, 3,5–8 mm hoch und weißlich-cremefarben bis mehr oder weniger cremeocker gefärbt. Oft sind sie queradrig miteinander verbunden. Die jungen Lamellen haben einen ziemlich scharfen Geschmack. Das Sporenpulver ist dunkelcremefarben bis blassgelb gefärbt (IIIc-IVa nach Romagnesi).
Der Stiel ist 3–5 (–6) cm lang und 0,5–1 (–1,2) cm breit. Er ist keulig oder unterhalb der Lamellen erweitert, zerbrechlich, nachgiebig und im Alter oft hohl. Zuerst ist der Steil weiß gefärbt; er neigt aber etwas zum Gilben und wird mit der Zeit an der Basis rostfleckig.
Das Fleisch ist dünn und weiß und kann ein wenig gilben. Es hat einen deutlichen, manchmal auch flüchtigen Geruch nach Geranien oder Apfelmus, der ein wenig an den Geruch des Gallen-Täublings erinnert. Der Geschmack ist mild, die Guajakreaktion stark positiv und die Eisensulfatreaktion unauffällig.

### Mikroskopische Merkmale
Die Sporen sind (6,5–) 7–8,5 µm lang und 5–6 (–6,5) µm breit und mit dornigen, ziemlich isolierten, kaum gratig verbundenen Warzen besetzt. Die Zystiden messen 50–85 × 6–13 µm und sind ansonsten wenig auffällig. Die Enden sind stumpf oder knopfartig verdickt. Die Basidien sind 27–42 µm lang und 9–11 µm breit.
Die Hyphen-Endzellen der Huthaut sind zylindrisch, stumpf, 2–3 µm breit und ziemlich keulig oder an den Enden kaum verschmälert. Die zylindrischen Pileozystiden sind 6–8 µm breit, 2–3 (–5)-fach septiert und in einige fast isodiametrische Zellen untergliedert.

## Artabgrenzung
Der Wandelbare Täubling ist eine schwer zu bestimmende Art, da er nur wenige charakteristische Merkmale hat und sowohl die Hutfarbe als auch das Sporenpulver sehr variabel sind.
Sehr ähnlich ist der nahe verwandte Pfützen-Täubling (Russula terenopus), dessen Hut aber meist weniger grünlicholiv ausblasst und der ein typischer Espenbegleiter ist.
Ebenfalls ähnlich kann Russula gracillima fo. dulcis sein, eine Form des Zarten Birken-Täublings. Der Täubling schmeckt aber normalerweise schärfer und hat einen mehr oder weniger rosa überlaufenen Stiel.

## Ökologie und Verbreitung

Europäische Länder mit Fundnachweisen des Wandelbaren Täublings.
Legende:
Länder mit Fundmeldungen
Länder ohne Nachweise
keine Daten
außereuropäische Länder

Der Wandelbare Täubling ist wie alle Täublinge ein Mykorrhizapilz, der mit verschiedenen Laubbäumen eine Partnerschaft eingehen kann. Man findet den seltenen Täubling in schattigen, feuchteren Laubwäldern unter Hainbuchen und Haselnuss, aber wohl auch unter anderen Laubbäumen.

## Systematik

### Infragenerische Systematik
Der Wandelbare Täubling wird von M. Bon in die Untersektion Odoratinae gestellt, die innerhalb der Sektion Tenellae steht. Die Vertreter der Untersektion haben einen deutlichen, angenehmen, oft geranienartigen Geruch und einen mehr oder weniger milden Geschmack. Die Sporenpulverfarbe ist variabel, sie kann cremefarben, ocker oder gelb sein. Das Fleisch gilbt, aber graut nicht. Romagnesi stellt den Täubling in seine Untersektion Puellarinae.

## Bedeutung
Als mild schmeckender Täubling ist der Wandelbare Täubling zwar theoretisch essbar, wegen seiner Seltenheit, seiner Kleinheit und der Brüchigkeit des Fleisches dürfte er kaum gesammelt werden.